# Струга (приток Белоуса)
Струга (укр. Струга) — правый приток Белоуса, протекающий по Черниговскому району (Черниговская область, Украина). Согласно топографической карте М-36-015-А (1929 год) река именуется как Бичалка, образованная слиянием ручьёв Струга и Бичевка. 

## География
Длина — 25 или 18 км. Русло реки (отметки уреза воды) в среднем течении (село Рудка) находится на высоте 125,2 м над уровнем моря.
Русло слабо-извилистое, в верхнем течении пересыхает. Долина в нижнем течении реки изрезана оврагами и промоинами; берега (кроме верхнего течения) обрывистые, высотой 2-8 м.
Река берёт начало юго-западнее села Москали (Черниговский район). Река течёт на северо-восток, в нижнем течении — юго-восток. Впадает в Белоус (на 13-м км от её устья) непосредственно восточнее села Рудка (Черниговский район).
Пойма вне населённых пунктов занята заболоченными участками и лесами. Среднее течение русла (между сёлами Левоньки и Рудка) и её пойма, с приустьевой частью притока Бичевка, занята заказником Струга.
Притоки (от истока к устью): Бичевка л.
Населённые пункты на реке (от истока к устью):
Черниговский район
1. Левоньки
2. Рудка